# 奥古斯特·埃米尔·菲尔多夫

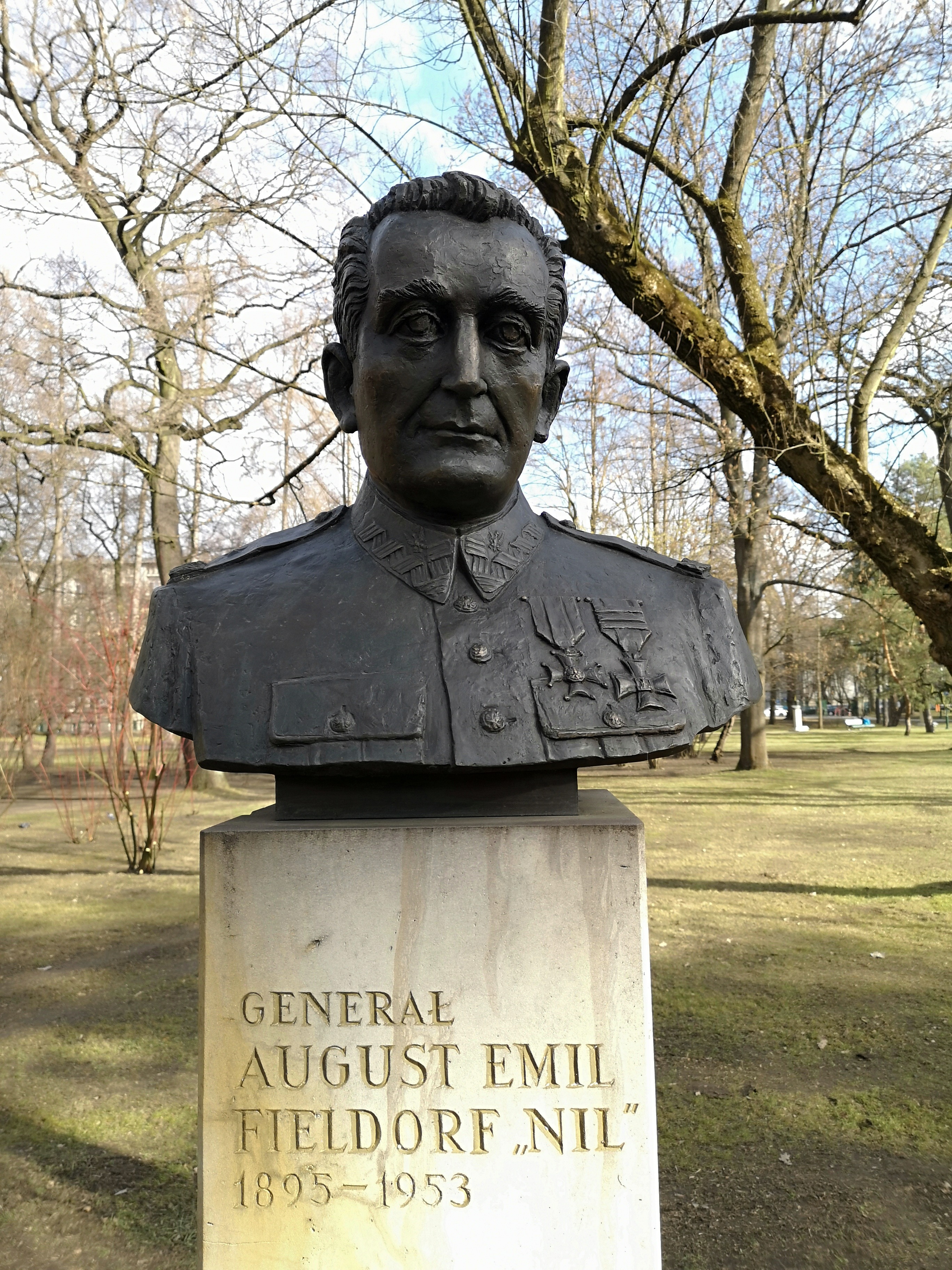
奧古斯特·埃米爾·菲爾多夫雕像

奥古斯特·埃米尔·菲尔多夫（August Emil Fieldorf，1895年3月20日—1953年2月24日）是一位波兰陆军准將，曾在华沙起义被镇压后担任波蘭家鄉軍副司令。 波蘭被蘇聯佔領後，菲尔多夫轉而對抗蘇聯。
1945年3月7日，菲尔多夫在米拉努韋克被苏联內務人民委員部逮捕。不過蘇聯方面沒有認出他是菲尔多夫，以為他是一個叫“瓦伦蒂·格达尼茨基”的人，之后被送进乌拉尔山区里的古拉格。他在1947年获释，返回波兰。他用假名定居在比亞瓦-波德拉斯卡，没有再参加地下反蘇活动。
1948年，波兰当局暂停对忠于波兰流亡政府的前抵抗运动成员的追責，向他们发布特赦令。菲尔多夫不知道这次特赦其实是场骗局，向当局公开了身份。接着，他在华沙遭调查逮捕。最終他在華沙被處決。